# Tännesberg
Tännesberg er en købstad (markt) i Landkreis Neustadt an der Waldnaab i Regierungsbezirk Oberpfalz i den tyske delstat Bayern. Den er hjemsted for Verwaltungsgemeinschaft Tännesberg.
Byen er en statsanerkendt rekreationsby.

## Geografi
Tännesberg ligger midt i Oberpfälzer Wald. Hele kommunens område hører under Naturpark Nördlicher Oberpfälzer Wald. Højeste punjkt er det 748 meter høje Schwangbühl i den østlige del af skovområdet Tännesberger Wald.
Tännesberg grænser mod nord til Leuchtenberg og Vohenstrauß, mod øst til Moosbach, mod syd til Teunz og Gleiritsch (begge i Landkreis Schwandorf) og mod vest til Trausnitz (ligeledes i Landkreis Schwandorf).
Ud over Tännesberg, ligger i kommunen landsbyerne: Großenschwand, Kleinschwand, Woppenrieth, Voitsberg, Fischerhammer og Pilchau.

### Arrangementer
- St. Jodok-Ritt i Tännesberg, er et valfartsarrangement til hest, der finder sted i fjerde weekend i juli